# Vasilítsa
Vasilítsa (en grec moderne : Βασιλίτσα) est une montagne du Pinde ainsi qu'une station de ski de Grèce situées à 45 km à l'ouest de la ville de Grevená, en Macédoine-Occidentale.

## Domaine skiable
Le domaine skiable, l'un des plus importants de Grèce, accueille aussi la plus longue piste pour débutants du pays (3,9 km). Les sports extrêmes font aussi la renommée de la station, notamment avec la pratique du ski hors piste. La station fut la première du pays à accueillir un concours de saut ainsi qu'un snowpark.
Deux pistes - Dias et Tymfea - sont homologuées FIS.
Le mammouth qui a été découvert dans les environs a inspiré le slogan de la station: "un skieur sur les défenses de mammouth".
La station fut créée en 1975 sur l'initiative du Club de Ski Alpin de Grevená, et grâce au financement initial de l'État.